# Арман Антуан Жуль Арно
Арман Антуа́н Жуль Арно́ (фр. Armand Antoine Jules Arnault; 6 лютого 1831 — 6 серпня 1885) — французький революціонер, близький до бланкістів, член 1-го Інтернаціоналу, діяч Паризької комуни.

## Життєпис
Арно — учасник повстання 31 жовтня 1870 проти уряду Національної оборони, один з організаторів ЦК Нац. гвардії.
Був членом і секретарем Паризької комуни, членом Комісії зовнішніх зносин і Комітету громадської безпеки.
В травні 1871 — учасник організації опору версальцям. Після падіння Комуни емігрував до Англії.